# Caroline Heigelin

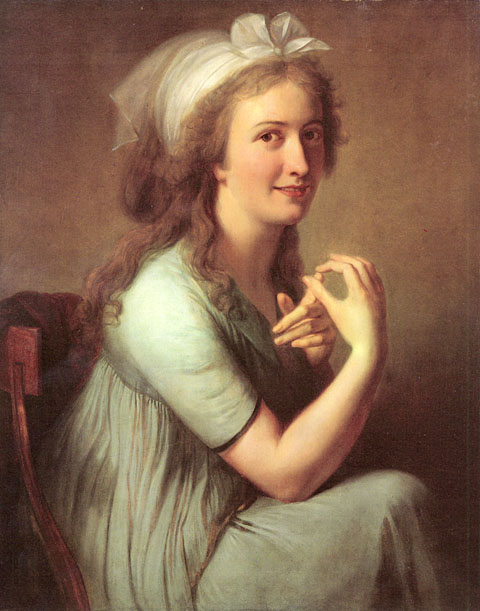
Caroline Scheffauer, geb. Heigelin. Gemälde von Philipp Friedrich von Hetsch.

Carolina Johanna Christiana Scheffauer, geb. Heigelin (* 25. Januar 1768 in Stuttgart; † 26. Januar 1808) war die Ehefrau des Bildhauers Philipp Jakob Scheffauer und eine Patientin des Heilbronner Arztes Eberhard Gmelin. Der Fall der „Caroline H.“ war im Jahr 1791 Gegenstand der ersten medizinischen Beschreibung des Phänomens der doppelten Persönlichkeit. Spekuliert wurde darüber, ob Caroline Heigelin das Urbild des Käthchens von Heilbronn war.

## Leben
Carolina Johanna Christiana Scheffauer, geb. Heigelin, war eine Tochter des „Goldarbeiters“ (Goldschmieds) und späteren Taxators und Hofjuweliers Johann Eberhard Heigelin, geb. Stuttgart 14. Januar 1734, dort gest. 3. Juli 1812, und von dessen Ehefrau (Hochzeit Stuttgart 27. Mai 1764) Christiane Friederike, geb. Stritter, geb. Stuttgart 21. September 1745, gest. 2. September 1778. Eberhard Heigelin war Zunftvorsteher (Vorsteher der Goldarbeiterprofession, Goldarbeiter-Vorsteher), mindestens seit März 1789, noch 1793.
Sie verlobte sich mit Philipp Jakob Scheffauer, geb. Stuttgart 7. Mai 1756, gest. 13. November 1808, den sie am 25. Januar 1791 heiratete, nachdem er seinen mehrjährigen Studienaufenthalt in Paris und Rom beendet hatte und 1790 Professor an der Hohen Karlsschule geworden war. Aus der frühen Zeit (um 1793) ihrer Ehe stammt ein Porträt Caroline Scheffauers von der Hand Philipp Friedrich Hetschs, das sich im Besitz der Galerie der Stadt Stuttgart befindet.
Die offenbar glückliche und unbeschwerte Zeit des jungen Ehepaares, dem vier Kinder geboren wurden, endete mit dem Tod des Herzogs Carl Eugen (1793) und der Schließung der Hohen Karlsschule (1794). Scheffauer verlor damit sein Amt als Professor, und auf dem freien Kunstmarkt entwickelte sich der einstige Mitschüler und -student Johann Heinrich Dannecker, gefördert von seinem finanzstarken Schwager Rapp und bewundert von Johann Wolfgang von Goethe, zu einem starken Konkurrenten für den Bildhauer.
Einen Unterstützer fand Scheffauer damals in dem Heilbronner Senator Carl Lang, der zwei Basreliefs für sein Schwäbisches Industrie-Comptoir erwarb und das Stuttgarter Denkmal der Gattenzärtlichkeit und der Volksliebe, das Scheffauer im Auftrag der Herzogin Sophia Dorothea geschaffen hatte, in einer Festschrift bekannt machte. Diese Schrift wurde von Carl Rahl verfasst und mit einem Widmungstitel von Nikolaus Thouret versehen. Sie kam 1797 in Heilbronn heraus. – Ob eine private Beziehung zwischen dem Ehepaar Scheffauer und Carl Lang bestand, ist nicht eindeutig geklärt. Es existiert ein Gedicht Carl Langs, das diese Annahme stützt. Möglicherweise war auch Eberhard Gmelin ein gemeinsames Gesprächsthema, da Langs Schwestern ebenso wie Caroline Scheffauer sich einmal in Behandlung dieses Arztes und Magnetiseurs befunden hatten. Einen weiteren Berührungspunkt könnte der ehemalige Karlsschüler Friedrich Schiller dargestellt haben, der 1793 mit seiner Ehefrau vier Wochen in Heilbronn verbrachte und Gmelin konsultierte. Schiller selbst kritisierte an Gmelin seine „Neigung für das Wunderbare“, veranlasste aber dennoch im Frühjahr 1794 dessen Aufnahme in die von dem Arzt und Botaniker August Johann Georg Karl Batsch 1793 gegründete Naturforschende Gesellschaft zu Jena (Societas physica Jenensis) als Ehrenmitglied; bereits seit 1776 war Gmelin zum Mitglied der Kaiserlichen Akademie der Naturforscher Leopoldina gewählt worden.
Erst als Friedrich II. 1797 an die Macht kam, erhielt Scheffauer wieder zahl- und umfangreichere Aufträge. Friedrich II. ließ ihn mehrere Privaträume seiner Schlösser Stuttgart, Ludwigsburg und Monrepos ausschmücken. Der Markgraf von Baden orderte Porträts von sich selbst und seiner Ehefrau; der Kronprinz von Bayern gab eine Büste Johannes Keplers in Auftrag.
Caroline Scheffauer starb 1808 im Alter von 40 Jahren an der Schwindsucht; ihr Gatte lebte nur etwa zehn Monate länger und fiel ebenfalls einem Lungenleiden zum Opfer. Das Grab des Ehepaars befindet sich auf dem Stuttgarter Hoppenlaufriedhof und ist mit einem Grabmal von Antonio Isopi geschmückt. Der Arzt Eberhard Gmelin, der Caroline Heigelins Fall bekannt machte, überlebte seine einstige Patientin nur um ein gutes Jahr und starb im März 1809. Seine Witwe orderte den Grabstein bei Scheffauers Konkurrenten Dannecker.

## Der Fall Caroline H.
Im Herbst 1789 erkrankte die junge Caroline Heigelin an einem rheumatischen Fieber, in dessen Folge sich ihre Persönlichkeit spaltete. Täglich erlebte sie eine Krankheitsphase, in der sie sich als Französin fühlte, die vor den Unruhen der Französischen Revolution nach Stuttgart geflohen war und dort im Gasthof „Römischer Kaiser“ wohnte. Caroline Scheffauer sprach in diesen Phasen ausschließlich französisch, erkannte ihre Familie und Bekannte nicht wieder und beweinte ihr Schicksal als heimatlose Emigrantin; außerdem litt sie unter starken körperlichen Schmerzen und verlangte nach einem Arzt, der sie davon befreite. Wenn sie in ihr eigentliches Ich zurückkehrte, konnte sie sich an diese Anfälle nicht mehr erinnern. Beunruhigt durch die Berichte ihrer Familie über das Leiden, stimmte sie jedoch einer magnetischen Kur zu.
Caroline Heigelin wurde von ihrem Onkel Marcell Friedrich Heigelin, einem Herzoglich Württembergischen Hofrat, der seinen Wohnsitz in Heilbronn hatte, mit dem dortigen Stadtarzt Eberhard Gmelin bekannt gemacht. Zwei Jahre nach der Behandlung, die von dem Stuttgarter Arzt Johann Georg Hopfengärtner und dessen Sohn verfolgt und nach zwei Tagen übernommen und dokumentiert wurde, veröffentlichte Gmelin seinen Krankenbericht zu ihrem Fall im ersten Band seiner Materialien für die Anthropologie. Er nannte seine Patientin dort nicht mit vollem Namen; die junge Frau ist aber eindeutig zu identifizieren. Die „französischen Zustände“ ließen im Zuge der Behandlung rasch nach, die Schmerzen klangen ab und schließlich konnte die Patientin als geheilt bezeichnet werden.
Eberhard Gmelin publizierte von 1787 bis 1793 seine Kranken- und Untersuchungsberichte, die im Zeitalter der Romantik nicht nur Naturforscher, sondern auch Dichter und Schriftsteller wie Heinrich von Kleist, Jean Paul, E. T. A. Hoffmann und Justinus Kerner inspirierten.
In seinem Bericht über „Caroline H.“, der zum Teil auf den Aufzeichnungen Hopfengärtner juniors beruht, erläuterte Gmelin, dass die eigentliche Persönlichkeit der Patientin zu „erlöschen“ schien und stattdessen „ein neues Ich und eine neue Persönlichkeit etablirt“ wurde. Er ließ sich auch über die Ursachen aus: Im Sommer 1789 war das Geschehen in Paris in Stuttgart allgemeines Gesprächsthema und Gegenstand zahlreicher Schriften, die die junge Frau mit Sicherheit gelesen hatte. Außerdem habe Caroline H. viele Flüchtlinge, die tatsächlich häufig im genannten Gasthof Quartier genommen hatten, beobachtet und sich „oft und anhaltend in die Stelle dieser unglücklichen Franzosen“ versetzt, worüber sie „ihre eigenen tief verwurzelten Leiden“ vergessen habe. Ferner habe sie ihren Verlobten sehr vermisst, der sich zu dieser Zeit noch im Ausland befand.

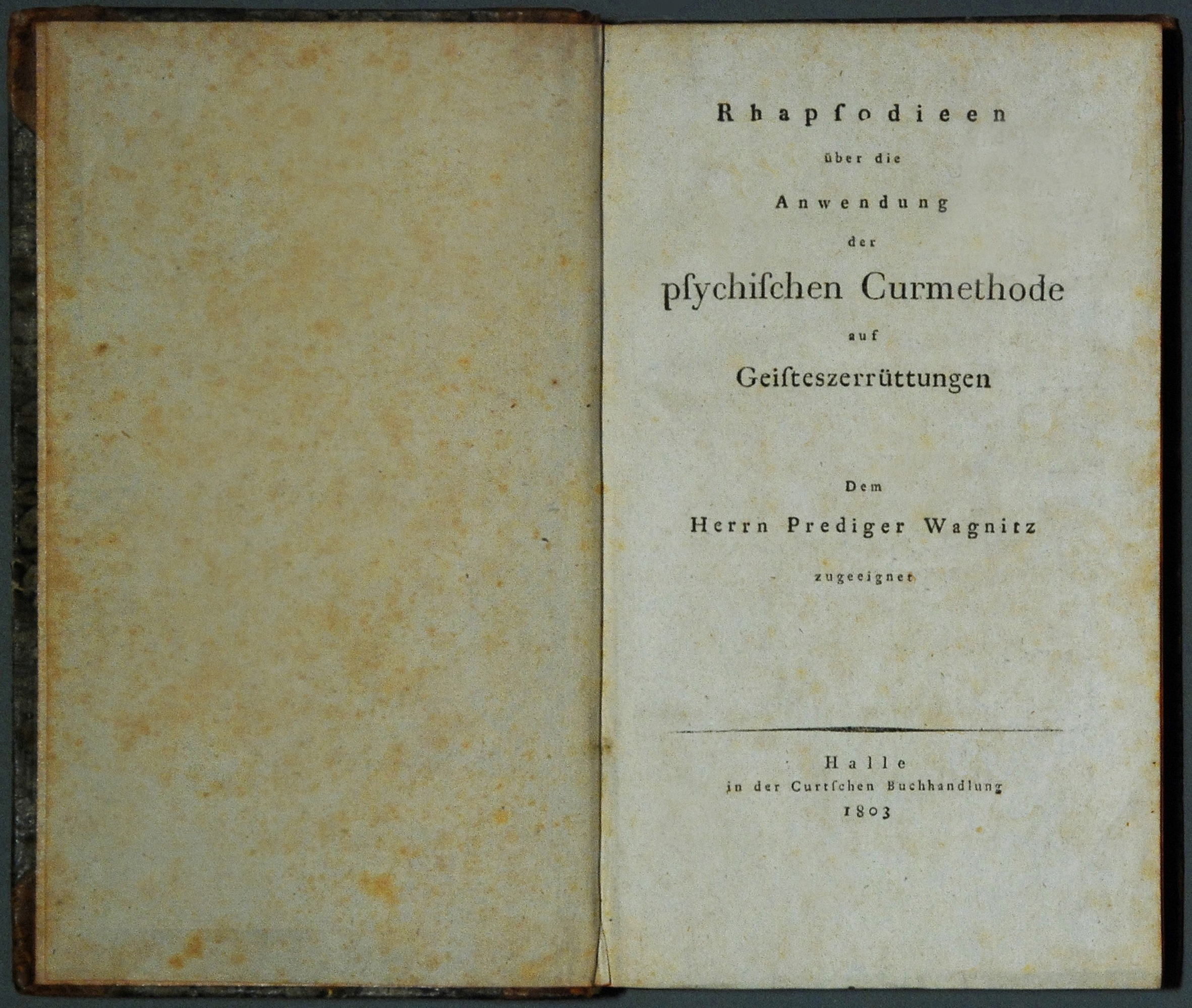
Johann Christian Reil, Rhapsodieen über die Anwendung der psychischen Curmethode auf Geisteszerrüttungen

Gmelin versuchte anhand der Beobachtungen, die er an seinen Patienten machte, die Mechanik der menschlichen Seele zu ergründen. Er versuchte zu klären, wie sich das Ich und das Selbst-Bewusstsein bilden, und wie Persönlichkeit entsteht. Insbesondere interessierte ihn auch, welche Auswirkungen physische Veränderungen auf das Ich und die Persönlichkeit haben.
Der Fall Caroline Heigelins brachte ihn zu der Erkenntnis, dass sich hier eine zweite Bewusstseinsschicht gebildet hatte, zu der die Patientin im normalen Zustand keinen Zugang hatte, die aber in Krisenphasen aus dem Unbewussten als „neues Ich“ hervortrat, ohne das andere Ich deswegen zu tilgen. Gmelin gehört mit dieser Entdeckung zu den Pionieren der Tiefenpsychologie und Psychoanalyse.
Johann Christian Reil nahm den Fall Caroline Heigelin mehrfach wieder auf, unter anderem in seinem Buch von 1803.

## Käthchen von Heilbronn
Ein Forscher vertritt die Ansicht, dass Heinrich von Kleist bei der Ausgestaltung der Käthchenfigur in seinem Drama Das Käthchen von Heilbronn von der Stuttgarter Bürgertochter Caroline Heigelin inspiriert war.

## Freimaurerischer Umkreis Caroline Heigelins
Drei Onkel Caroline Heigelins waren Freimaurer: Hofrat Marcell Friedrich (Fritz) Heigelin (1735–1796) und sein Bruder Carl Georg Heigelin, geb. Stuttgart 20. September 1741, dort gest. 15. März 1803, ausgebildeter Bäcker, danach in zahlreichen städtischen Ämtern tätig, 1802/1803 Bürgermeister, gehörten der von 1774 bis 1784 bestehenden Loge zu den drei Cedern in Stuttgart an. Zwei Taufpaten Caroline Heigelins waren nachmals Freimaurer: Johann Daniel (von) Weng, geb. um 1734, gest. Stuttgart 10. November 1808, Kriegsrat in Stuttgart (2. Ehemann ihrer Stiefgroßmutter Sophia Magdalena <von> Weng, verwitweter Heigelin, geb. Leyhrer), und der erwähnte Onkel C. G. Heigelin, damals Ratsverwandter und Polizeikommissar. Marcell Friedrich Heigelin "bestellte mehrere Freimaurerbrüder zu Paten seiner Kinder". Ein Bruder der beiden, Christian Hermann Heigelin, geb. Stuttgart 15. Dezember 1744, gest. Neapel 15. März 1820, Handelsmann und Bankier in Neapel, Dänischer Konsul, "trat am 30. September 1770 der zwei Jahre zuvor gegründeten  Freimaurer-Loge "Perfette Unione" ("Perfect Union Lodge", "Zur vollkommenen Einigkeit") bei". Nach deren Bruch mit England (1774) wurde er jedoch Mitglied der Loge "La Vittoria", zeitweilig der bis 1782 bestehenden Strikten Observanz. 1782/1784 war er "Grand Trésorier" der "Großen Loge von Neapel und Sizilien".
Zu Christian Heigelins Gemäldesammlung gehörte seit 1799 das Ölgemälde "Goethe in der römischen Campagna" (1787) des Freimaurers Johann Heinrich Wilhelm Tischbein, das sich seit 1887 im Städelschen Kunstinstitut (in der heutigen Eigenbezeichnung "Städel Museum") befindet.
Bedeutsam ist Jürg Arnolds Hinweis auf Christian Heigelins Zusammenkunft vom 6. und 30. August 1799 mit der Fürstin Luise von Anhalt-Dessau, geb. Prinzessin von Brandenburg-Schwedt (1750–1811), im Haus des Freimaurers Johann Georg Hartmann (1731–1811) und dann noch am 23. September in Bozen. Hier wäre zu ergänzen: Der Sohn Christian Ferdinand Hartmann stand sowohl mit der Fürstin als auch später mit Heinrich von Kleist in Verbindung.
Der Freimaurer Philipp Friedrich Hetsch (1758–1838; geadelt 1805), ein Lehrer Christian Ferdinand Hartmanns, hat um 1793 das erwähnte Porträt von Caroline Scheffauer, geb. Heigelin, geschaffen, ein Ölgemälde auf Holz (71,5 cm × 56,5 cm; Standort: Galerie der Stadt Stuttgart, Inventarnummer 0-2696).

## Beziehung Caroline Heigelins zu Hölderlins Umkreis
Ein wie sie in Stuttgart geborener Bruder der Caroline Heigelin taucht spätestens seit 1798 als Kaufmann just in jener Stadt auf, die Friedrich Hölderlin als "Nabel dieser Erde" bezeichnet, nämlich in Frankfurt am Main: Johann Christian Hermann Heigelin, geb. Stuttgart 30. Oktober 1773, gest. 1833. Sein Aufenthalt in der Mainmetropole ist seit März 1798 bezeugt. Vielleicht ist er mit dem "Heigelin" gemeint, den Hölderlin im Juni 1798 in einem Brief aus Frankfurt am Main an seinen Freund Christian Ludwig Neuffer erwähnt: "Heigelin sagte mir, Du hättest ihm gesagt, er soll meinen Beitrag zu deinem Allmanach auf seiner Rückreise mit sich nehmen, und weil ich ihn alle Tage erwartete, verschob ich meine Antwort so lange." Der Kommentator Adolf Beck rechnet auch mit der Möglichkeit, dass der Vater des Kaufmanns, "der angesehene Vorsteher der Goldarbeiterzunft in Stuttgart", Johann Eberhard Heigelin, oder des Kaufmanns älterer Bruder Johann Friedrich ("Fritz") Heigelin gemeint sei. Dieser, geb. Stuttgart 17. (16.?) November 1764, gest. Geradstetten 9. November 1845, war 1800–1811 Pfarrer in Herrenalb, 1811 in Geradstetten, dann Schriftsteller in Stuttgart, seit 1820 mit dem Titel "Professor der Deutschen Sprache". Eine Schwester Caroline Heigelins hat am 14. Januar 1793 in Stuttgart einen bedeutenden Freund Hölderlins geheiratet, nämlich den Stuttgarter Tuchhändler Georg Christian Landauer, geb. Stuttgart 11. Dezember 1769, dort gest. 6. Juli 1845: Johanna Margaretha Luisa Landauer, geb. Heigelin, * Stuttgart 16. April 1770, dort gest. 17. Okt. 1819. Der Kaufmann Landauer betrieb eine Tuchhandlung in Stuttgart, Gymnasiumstraße 1 (Ecke Königstraße).